# Mouraz e Vila Nova da Rainha
Mouraz e Vila Nova da Rainha (oficialmente: União das Freguesias de Mouraz e Vila Nova da Rainha) é uma freguesia portuguesa do município de Tondela, com 15,53 km² de área e 1293 habitantes (censo de 2021). A sua densidade populacional é 83,3 hab./km².

## História
Foi criada aquando da reorganização administrativa de 2012/2013, resultando da agregação das antigas freguesias de Mouraz e Vila Nova da Rainha.

## Demografia
A população registada nos censos foi:
| Distribuição da População por Grupos Etários | Distribuição da População por Grupos Etários | Distribuição da População por Grupos Etários | Distribuição da População por Grupos Etários | Distribuição da População por Grupos Etários | Distribuição da População por Grupos Etários |
| -------------------------------------------- | -------------------------------------------- | -------------------------------------------- | -------------------------------------------- | -------------------------------------------- | -------------------------------------------- |
| Antes da agregação                           |                                              |                                              |                                              |                                              |                                              |
| Ano                                          | 0-14 anos                                    | 15-24 anos                                   | 25-64 anos                                   | >= 65 anos                                   | Total                                        |
| 2001                                         | 217                                          | 223                                          | 727                                          | 371                                          | 1538                                         |
| 2011                                         | 163                                          | 121                                          | 687                                          | 383                                          | 1354                                         |
| Após a agregação                             |                                              |                                              |                                              |                                              |                                              |
| Ano                                          | 0-14 anos                                    | 15-24 anos                                   | 25-64 anos                                   | >= 65 anos                                   | Total                                        |
| 2021                                         | 144                                          | 122                                          | 615                                          | 412                                          | 1293                                         |